# حقوق بیمار
اعلامیه جهانی حقوق بشر در سال ۱۹۴۸ «کرامت ذاتی» و «حقوق برابر و مسلم همه اعضای خانواده بشری» را به رسمیت شناخت. بر مبنای این مفهوم از شخص، جایگاه اساسی و برابری همه انسان‌ها، مفهوم حقوق بیمار نیز توسعه یافت. به عبارت دیگر آن چیزی که به بیمار به عنوان یک انسان توسط پزشکان و دولت اهدا می‌شد در بخش بزرگتری با درک جایگاه وی به عنوان حقوق اساسی شخص در نظر گرفته شد. حقوق بیمار در کشورهای مختلف و حوزه‌های قضائی مختلف، به واسطه فرهنگ غالب آن و هنجارهای اجتماعی متفاوت است. مدل‌های مختلف ارتباط بین بیمار و پزشک (که می‌تواند نشان دهنده رابطه شهروند و دولت باشد) توسعه یافته‌اند و بیمار را نسبت به حقوق خاصی درمورد آن‌ها حق دارند مطلع نموده‌اند.
در این بین حمایت‌های خاصی به صورت عام مورد اشاره قرار گرفته‌است. فعالیت‌های حمایتی متداول عبارتند از: حقوق بیمار، مسائل مربوط با حریم خصوصی، محرمانه بودن یا رضایت آگاهانه، نمایندگی بیمار، آگاهی رسانی، حمایت و آموزش بیمار، بازماندگان و مراقبین آنها، حمایت از درخواست‌های عمومی بیمار، بازماندگان و مراقبین آنها و … اشاره نمود.
به همین مناسبت تحقیقات ویژه ایی در دانشگاه‌ها و دانشکده‌های حقوقی و پزشکی در ارتباط با حقوق بیمار صورت پذیرفته‌است و این رشته به صورت کاملاً تخصصی مخاطبین خاص خود یعنی بیماران را مورد حمایت قرار می‌دهد.
در ارتباط با بیمار افراد دیگری همچون پزشک، پرستار، بهیار، مراقب و … به فعالیت می‌پردازند که این قشرها نیز دارای حمایت خاص خود بوده به نحوی که انجمن‌های تخصصی برای آن‌ها به وجود آمده و اغلب دارای لابی در مجالس قانون گذاری هستند که به حمایت از آنها می‌پردازد اما در این میان کمبود حمایت حقوقی از بیماران به نحو کاملاً عریانی قابل مشاهده است.

## فصلنامه حقوق بیمار
در کشور ایران به رغم این که با توجه به زمینه‌های فرهنگی غنی و ادبیات مملو از پیام‌های انسانی، در کنار آموزه‌های اخلاقی اسلام، بستر توجه به حقوق انسان به‌طور عام و حقوق بیمار به‌طور خاص، فراهم بوده‌است، در طی سال‌های گذشته فعالیت‌های عملی چشمگیری در این زمینه صورت نگرفته‌است.
بر همین مبنا و به علت کمبود تحقیقات تخصصی در این زمینه فصلنامه حقوق بیمار در راستای هویت بخشی به بیماران و ارتقاء سطح علمی حقوقی حوزه تخصصی بیماران منتشر شده‌است.
بدیهی است با توجه به فقدان سطوح حمایت حقوقی از بیماران، شروع به کار این فصلنامه همزمان شروعی برای بالابردن ایمنی بیماران از منظر حقوقی و اجتماعی نیز باشد.

## فهرست منابع
1. ↑  «WHO | Patients' rights». WHO. دریافت‌شده در ۲۰۱۹-۰۶-۲۵.
2. ↑  "Patient advocacy". Wikipedia (به انگلیسی). 2019-03-23.
3. ↑  «نسخه چاپی». snn.ir. دریافت‌شده در ۲۰۱۹-۰۸-۱۳.
4. ↑  yazdanylaw. «حقوق بیمار – فلصنامه علمی پژوهشی». دریافت‌شده در ۲۰۱۹-۰۸-۱۳.